# Huden jeg bor i
Huden jeg bor i (La piel que habito) er et spansk film-drama, (2011), med bl.a. Antonio Banderas, instrueret af Pedro Almodóvar.

## Medvirkende
- Antonio Banderas